# Inzidenzgraph
Als Inzidenzgraph oder Levi-Graph bezeichnet man in der Mathematik eine kombinatorische Struktur, die die Inzidenzen eines Blockplans oder einer projektiven Ebene kodiert.

Der Inzidenzgraph der Fano-Ebene: rot gefärbte Knoten entsprechen den Punkten und blau gefärbte Knoten den Geraden der unten abgebildeten Fano-Ebene.

## Definition

Die Fano-Ebene mit binären Punktnummern (rot), die abkürzend für homogene Koordinaten stehen.

Sei {\displaystyle (P,B)} eine Inzidenzstruktur aus einer Menge von „Punkten“ {\displaystyle P} und „Blöcken“ (oder „Geraden“) {\displaystyle B}, dann wird ihr Inzidenzgraph konstruiert als bipartiter Graph mit Knotenmenge {\displaystyle P\cup B}, in dem zwei Knoten {\displaystyle p\in P} und {\displaystyle b\in B} genau dann durch eine Kante verbunden werden, wenn {\displaystyle p\in b} gilt.

## Beispiel
Die projektive Ebene über dem Körper {\displaystyle F_{2}} ist die Fano-Ebene mit 7 Punkten und 7 Geraden. Ihr Inzidenzgraph ist der Heawood-Graph.